# Pauw (geslacht)

Familiewapen van Pauw

Pauw (ook Pauw van Wieldrecht) is een Gouds, Delfts en Amsterdams regentengeslacht en waarvan leden tussen 1847 en 2018 tot de Nederlandse adel behoorden.

## Geschiedenis
De geregelde stamreeks van dit geslacht vangt aan met Claes de Grebber die in 1296 aan het hoofd van de West-Friezen optrok tot ontzet van Floris V. Hendrick Dircksz Pauw was in de 15de eeuw de eerste vertegenwoordiger van dit geslacht, die tot de regenten gerekend kan worden. In de 16de eeuw verhuisde Adriaen Pauw (1516-1578) van Gouda naar Amsterdam, waar verschillende leden van het geslacht Pauw een rol speelden in het bestuur van deze stad en van de Republiek der Zeven Verenigde Nederlanden. Diverse leden van dit geslacht behoorden tot de factie van de oranjegezinden.

### Adellijke tak
In 1847 werden drie zonen van Maarten Iman Pauw van Wieldrecht (1774-1846) verheven in de Nederlandse adel met de titel van ridder, overgaande bij eerstgeboorte; twee van hen hadden geen nageslacht zodat de riddertitel alleen voortleefde in nageslacht van de middelste van de drie broers en welke riddertitel met een kleinzoon van hem in 1939 uitstierf. De adellijke tak stierf op 19 september 2018 uit.

## Enkele telgen
- Reynier Hendricksz. Pauw (circa 1490-1547), schepen, burgemeester, lid van de vroedschap van Gouda en lid van de Staten van Holland
- Adriaen Pauw (1516-1578) was graanhandelaar en kapitein van de schutterij. Hij beschermde de beeldenstormers tegen het katholieke stadsbestuur en moest in 1567 enige tijd uitwijken voor de justitie van Alva. In 1578, na de Alteratie in Amsterdam, lid van de vroedschap en schepen.
- Jacob Pauw (1558-1620), burgemeester van Delft
- Reinier Pauw (1564-1636), Amsterdamse regent en burgemeester, pensionaris van Amsterdam, bewindhebber van de Vereenigde Oostindische Compagnie (VOC)
- Adriaan Pauw (1585-1653), pensionaris van Amsterdam, raadpensionaris van Holland van 1631 tot 1636, rekenmeester van Holland en West-Friesland
- Michiel Reyniersz Pauw (1590-1640), burgemeester van Amsterdam en de leider van de West-Indische Compagnie (WIC)
- Reinier Pauw (1591-1676), heer van ter Horst, Rijnenburg en Teylingerbosch, schepen en rekenmeester van Amsterdam en raadsheer en president in de Hoge Raad van Holland, Zeeland en West-Friesland, hij bezat het huis Korte Vijverberg 3 te Den Haag waar het Kabinet van de Koning is gevestigd
- Gerard Pauw (1615-1676), rekenmeester van Holland en West-Friesland
- Maarten Pauw (1616-1680), burgemeester van Delft, bewindhebber van de Vereenigde Oostindische Compagnie, tussen 1662 en 1678 ontvanger-generaal der Unie
- Adriaen Pauw (1622-1697), president van het Hof van Holland tijdens de strafzaak tegen o.a. Cornelis de Witt
- Jacob Pauw († 1706), Delftse burgemeester

### Adellijke tak
Mr. Maarten Iman Pauw (1774-1846), schepen en raadsheer in het Gerechtshof van, 's-Gravenhage; trouwde in 1801 met Adriana Johanna Beelaerts, vrouwe van Wieldrecht (1779-1827), telg uit het geslacht Beelaerts waardoor de heerlijkheid Wieldrecht in het geslacht Pauw kwam
- Mr. Johan Cornelis Willem ridder Pauw (1806-1856), in 1847 opgenomen in de Nederlandse adel, overleden zonder nageslacht
- Mr. Matthieu Christiaan Hendrik ridder Pauw van Wieldrecht, heer van Wieldrecht (1816-1895), in 1847 opgenomen in de Nederlandse adel, diplomaat, kamerheer, lid Hoge Raad van Adel
  - Jkvr. Agnes Henriette Pauw van Wieldrecht (1858-1925); trouwde in 1883 met mr. Francis David graaf Schimmelpenninck (1854-1924), burgemeester, commissaris van de Koningin, kamerheer en telg uit het geslacht Schimmelpenninck
  - Maarten Iman ridder Pauw van Wieldrecht, heer van Wieldrecht en Darthuizen (1860-1913), burgemeester en kamerheer; trouwde in 1886 met jkvr. Mana Repelaer, vrouwe van Broekhuizen (1836-1939), telg uit het geslacht Repelaer
    - Jkvr. Gertrude Anna Pauw van Wieldrecht (1887-1980); trouwde in 1913 met mr. dr. Lodewijk Hendrik Nicolaas Bosch ridder van Rosenthal (1884-1953), burgemeester van Groningen en Den Haag, Commissaris der Koningin van Utrecht, telg uit het geslacht Van Rosenthal
    - Mr. Reinier ridder Pauw van Wieldrecht, heer van Wieldrecht en Darthuizen (1893-1939), secretaris van de Ondernemersraad voor Nederlands-lndië, kamerheer
      - Jkvr. Jeanne Hermance Pauw van Wieldrecht (1919-1944), verzetsstrijdster in de Tweede Wereldoorlog
      - Jkvr. Emilie Pauw van Wieldrecht, vrouwe van Wieldrecht (1920-2018), laatste telg van de adellijke tak; trouwde in 1941 met jhr. dr. Emile Gerbrand Elias (1914-1992), technisch adviseur Unilever N.V., uit het geslacht Elias
      - Jkvr. Machteld Pauw van Wieldrecht (1923-2003); trouwde in 1955 met mr. Gerard van Vloten (1924-2011), ambassadeur
      - Jkvr. Agnies Pauw van Wieldrecht, vrouwe van Darthuizen (1927-2013), publiciste; trouwde in 1951 met jhr. mr. Johan Anthony Beelaerts van Blokland (1924-2007), diplomaat en laatstelijk ambassadeur bij het Vaticaan en telg uit het geslacht Beelaerts

  - Jhr. Henry Pauw van Wieldrecht, heer van Heesbeen (1863-1912)
    - Jkvr. Irène Héloïse Pauw van Wieldrecht (1906-1998); trouwde in 1934 met jhr. mr. Hendrik Frederik Lodewijk Karel van Vredenburch (1905-1981), topdiplomaat en telg uit het geslacht Van Vredenburch
    - Jkvr. Adriana Johanna Thelma Pauw van Wieldrecht (1907-1989); trouwde in 1937 met jhr. Herman Adriaan van Karnebeek (1903-1989), oliebestuurder, voorzitter van het Nederlands Olympisch Comité, vice-president van het Internationaal Olympisch Comité en telg uit het geslacht Van Karnebeek.

  - Jkvr. Adriana Johanna Pauw van Wieldrecht (1865-1936); trouwde in 1892 met Rutger Jan graaf Schimmelpenninck (1855-1935), luitenant-generaal, kamerheer, broer van haar zwager
- Mr. Maarten Iman ridder Pauw (1818-1875), kamerheer, in 1847 opgenomen in de Nederlandse adel, ongehuwd overleden